# Stellenbosch

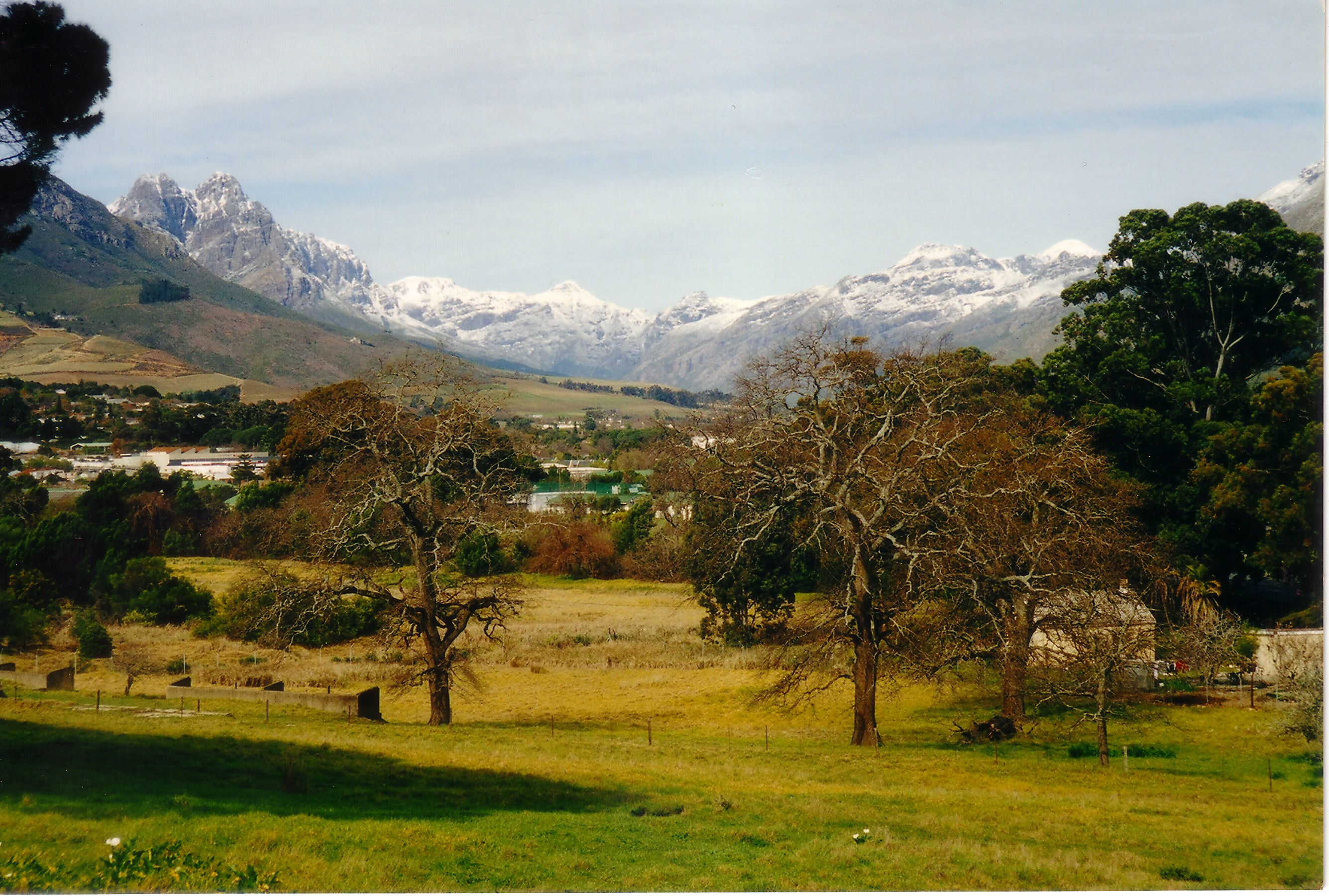
Els barris residencials de l'Est de Stellenbosch en els mesos d'hivern. Neu en les Muntanyes Jonkershoek

Stellenbosch és el segon assentament europeu més antic de Sud-àfrica, després de Ciutat del Cap, i està situada a la província del Cap Occidental a aproximadament 50 quilòmetres de distància al llarg dels marges del riu Eerste. La ciutat és coneguda com la Ciutat dels Roures o Eikestad en afrikaans a causa del gran nombre de roures que van ser plantats pel fundador per a adornar els carrers i hisendes.
La ciutat és seu de la Universitat de Stellenbosch, juntament amb la Universitat de Ciutat del Cap, que es va fundar el mateix dia, és la universitat més antiga de Sud-àfrica i la segona més antiga que continua en funcionament a tot Àfrica. El Technopark és un parc corporatiu modern i complex d'investigació situat en el costat sud de la ciutat prop del Camp de Golf de Stellenbosch. Es diu que Stellenbosch és el cor de la cultura afrikaner a causa del gran nombre d'acadèmics i estudiants que han viscut i han estudiat allí.

## Història

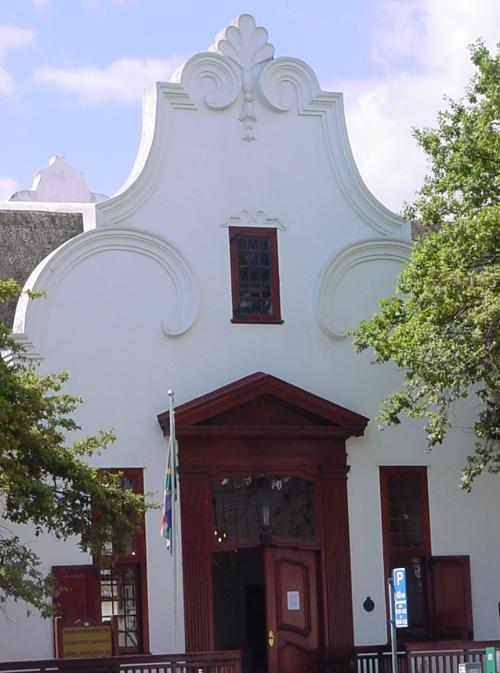
Una típica casa d'estil holandès del Cap a Stellenbosch

La ciutat va ser fundada en 1679 pel governador de la Colònia del Cap, Simon van der Stel, qui la va dir així per ell mateix (Stellenbosch vol dir el "bosc de van der Stel"). Està situada a la vora del riu Eerste ("Primer Riu"), dit així per ser el primer nou riu que hi va arribar i va seguir quan Jan van Riebeeck el va enviar de Ciutat del Cap en expedició sobre les planures del Cap per a explorar el territori ara conegut com a Stellenbosch. Els neerlandesos eren experts en l'enginyeria hidràulica i van idear un sistema de solcs per a dirigir l'aigua del riu Eerste des dels voltants del carrer Thibault per la ciutat al llarg del Carrer van Riebeeck fins al carrer Mill on es va erigir un molí. La ciutat va créixer tan ràpidament que es va aconseguir autoritats locals independents en 1682 i la seu d'un magistrat amb jurisdicció de més de 25.000 quilòmetres quadrats en 1685.
Poc després que els primers pobladors arribessin, sobretot els hugonots francesos, van ser-hi plantats raïms a les valls fèrtils dels voltants de Stellenbosch i aviat es va convertir en el centre de la indústria vitivinícola sud-africana. La primera escola havia estat oberta en 1683, però l'educació en la ciutat va començar de debò en 1859 amb l'obertura d'un seminari de l'Església Reformada holandesa i un gimnàs que conegut com a het Stellenbossche Gymnasium va ser establert en 1866. En 1874 alguns membres de les classes més altes van fer el Col·legi Victoria i després en 1918 la Universitat de Stellenbosch. En 1909 un antic alumne de l'escola, Paul Roos, el capità del primer equip anomenat Springboks, va ser convidat a convertir-se en el sisè rector de l'escola. Va romandre com a rector fins a 1940. En el seu retir el nom de l'escola va ser canviat al de Gimnàs Paul Roos.

## Població
Stellenbosch té una població al voltant de 90.000 habitants (any 2000), sense comptar els estudiants. Aquesta estimació està basada en residents formalment domiciliats. Com a tal està gairebé segurament subestimada, en tant la regió Stellenbosch també inclou diversos assentaments informals.

## Vitivinicultura

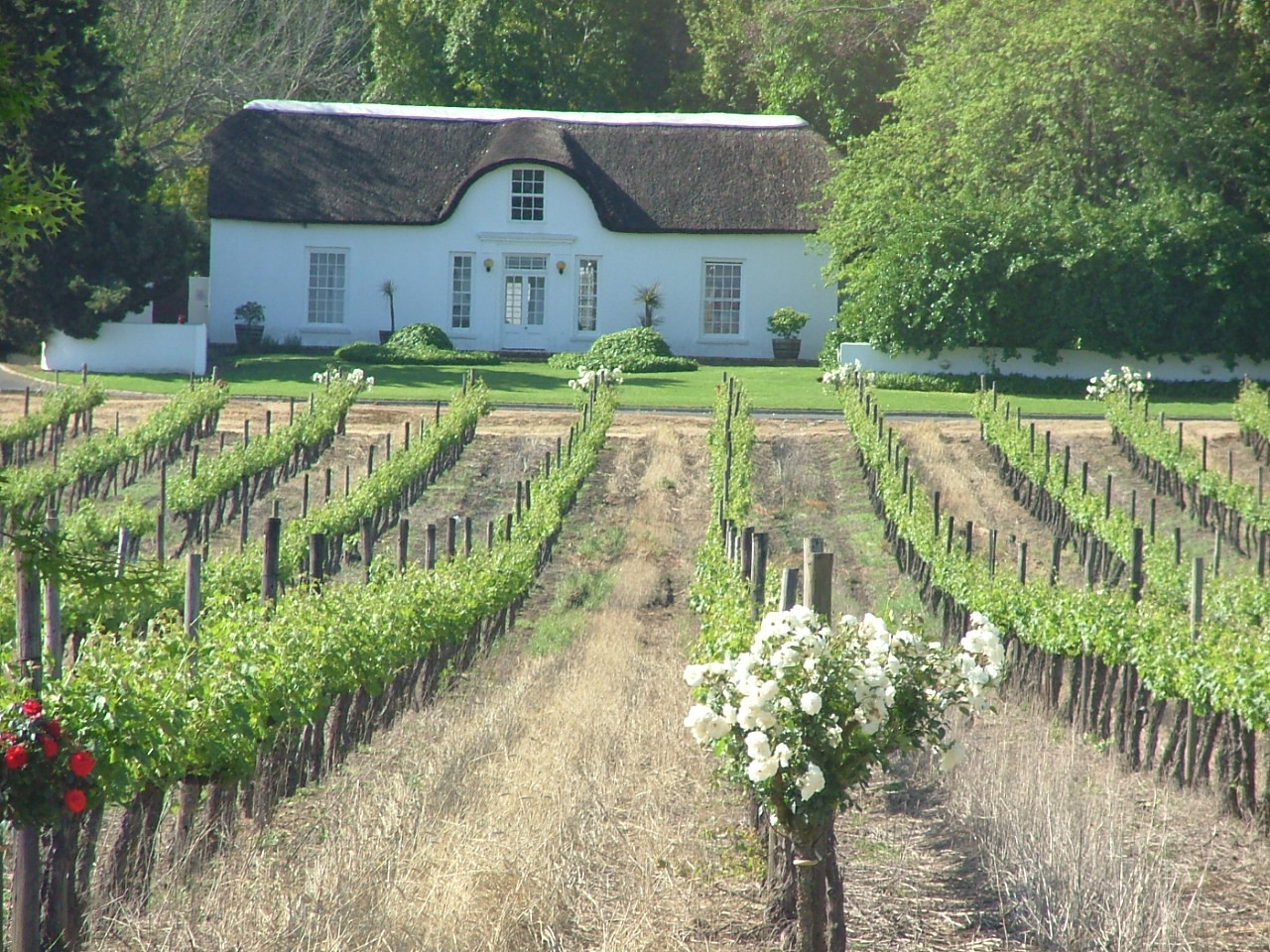
Vinyes a Stellenbosch

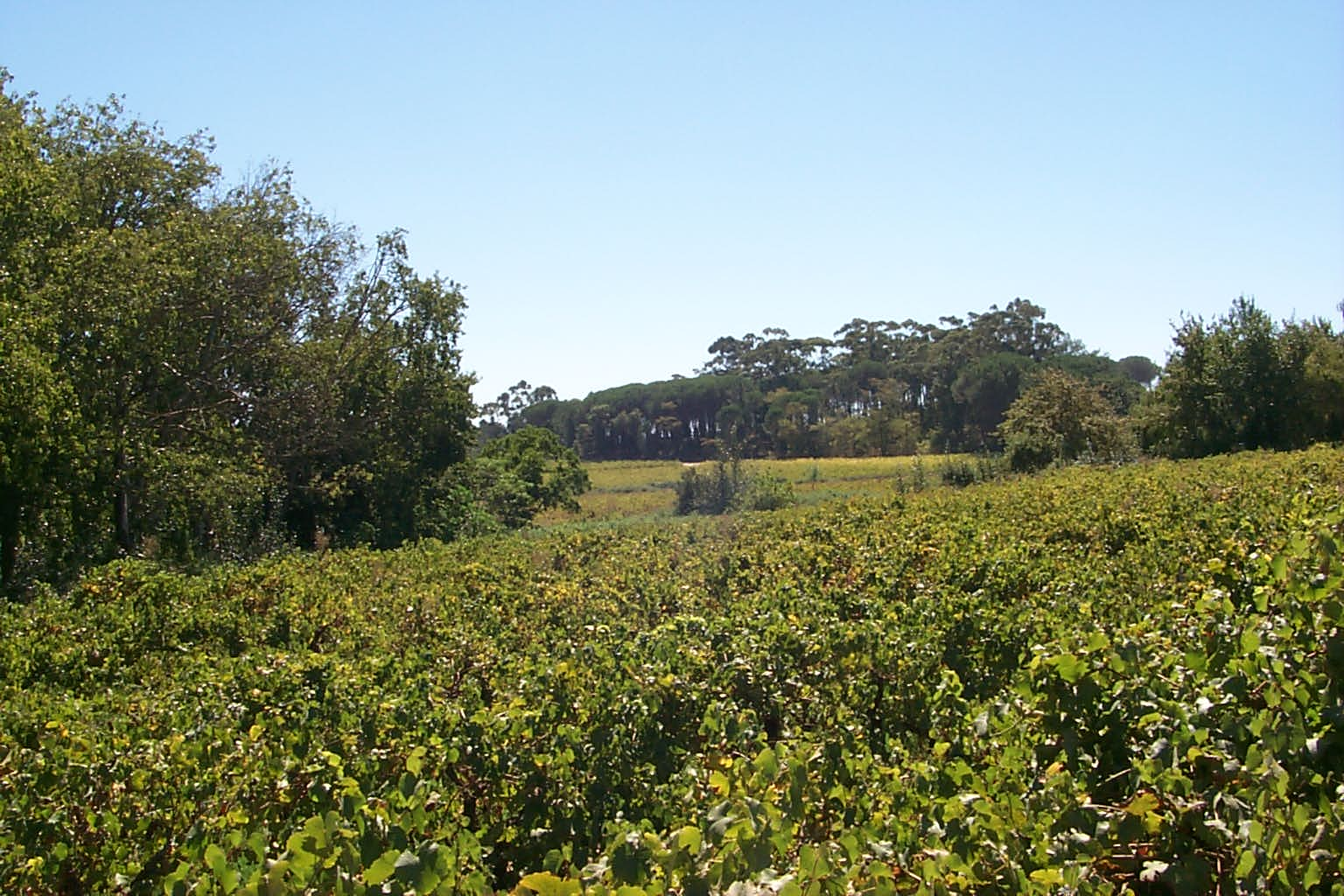
Vinyes a la zona de Stellenbosch

Les valls Stellenbosch, Paarl i Franschhoek formen les Terres del Vi del Cap (Cape Winelands), la més gran de les dues principals regions vitivinícoles de Sud-àfrica. La indústria vitivinícola sud-africana produïx aproximadament 1.000.000.000 de litres de vi anyalment. Stellenbosch és l'emplaçament primari per a la viticultura i la investigació en viticultura. El professor Perold va ser el primer Professor de la Viticultura en la Universitat Stellenbosch. La ruta de vi de Stellenbosch, establerta en 1971 és una destinació turística important.
L'àrea té un clima de tipus mediterrani, amb estius calents, hiverns frescs i cels clars i assolellats. Està al començament de les del plec de les muntanyes del Cap, que han creat un sòl favorable a les vinyes. Els raïms són conreats principalment per al vi, no com raïms de taula.

## La Universitat de Stellenbosch
La Universitat de Stellenbosch és una de les principals universitats de Sud-àfrica. Aquesta institució té una rica història que es remunta fins a 1863 i té 10 facultats, entre elles Enginyeria, Ciència i Arts. La Universitat té actualment 25.000 estudiants aproximadament. Encara que l'idioma oficial de la universitat sigui l'afrikaans, la major part de cursos de postgrau són impartits en anglès.

## Llista de suburbis
- Arbeidslus
- Brandwacht
- Cloetesville
- Dalsig
- De Zalze
- Dennesig

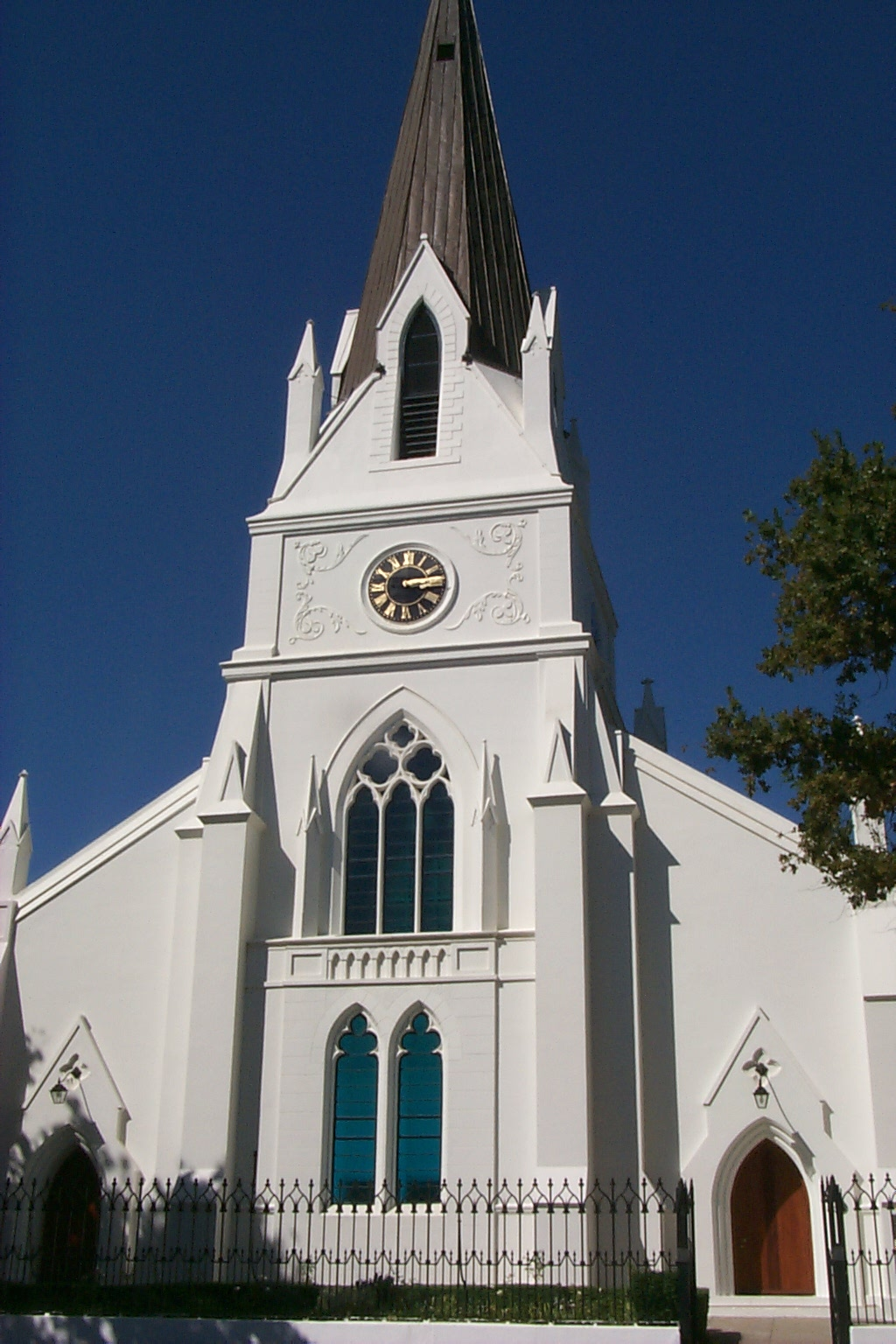
Façana de l'església holandesa reformada.

- Die Boord, abans Rhodes Fruit Farms
- Die Rant
- Idas Valley
- Jamestown
- Karendal
- Krigeville
- Kayamandi
- Welbedaght
- La Colline
- Mostertsdrift
- Onderpapegaaiberg, abans Voëltjiesdorp
- Paradyskloof
- Plankenberg
- Rozendal
- Simonswyk
- Techno Park
- Tennantville
- Town central
- Uniepark
- Universiteitsoord
- Welgevonden